# Wieża
Wieża (Duits: Wiesa) is een dorp in het Poolse woiwodschap Neder-Silezië. 

## Geschiedenis
Het oudste document waarin de naam van het dorp wordt vermeld, is het boek Liber fundationis episcopatus Vratislaviensis (vrije vertaling: "boek der belastingen van het bisdom van Wrocław"), geschreven in de jaren 1295-1305 door bisschop Heinrich von Würben. Het dorp wordt hierin genoemd in de gelatiniseerde vorm Wes.
Het dorp, gelegen in het Markgraafschap Opper-Lausitz op de grens met Silezië, werd opgericht door Duitse kolonisten in de tweede helft van de dertiende eeuw, en behoorde lange tijd tot kasteel Czocha dat onder het bewind was van de familie von Nostitz en Von Uechtritz. In 1497 werd de stad geteisterd door de pest. Het dorp bestond aanvankelijk uit twee dorpen, Nieder-Wiesa en Ober-Wiesa waarbij het bovenste dorp een belangrijke rol speelde in de  zeventiende en achttiende eeuw door de bouw van een protestante kerk wat een religieus centrum voor de vervolgde protestanten in Silezië werd. In 1669 werd de tweede evangelische kerk in het onderste deel van het dorp gebouwd, die vooral door de bewoners uit het nabijgelegen Greiffenberg (nu Gryfów Slaski) werd bezocht.
Na de Tweede Wereldoorlog werden de twee dorpen samengevoegd en omgedoopt tot Wieża, het gebied onder Pools bestuur geplaatst en etnisch gezuiverd volgens de naoorlogse Conferentie van Potsdam. De Duitse bevolking werd verdreven en vervangen door Polen.
Op 8 mei 1946 werd de kerk van Upper Wiesa verwoest en in 1949 de kerk in Nieder wiesa. De ruïnes van de beide kerken werden gesloopt in de jaren 1970.

## bestuurlijke indeling
In de periode van 1975 tot aan de grote bestuurlijke herindeling van Polen in 1998 viel het dorp bestuurlijk onder woiwodschap Jelenia Góra; vanaf 1998 valt het onder woiwodschap Neder-Silezië, in het district Lwówecki. Het maakt deel uit van de gemeente Gryfów Śląski en ligt op 2 km ten zuidwesten van Gryfów Śląski, 17 km ten zuidwesten van Lwówek Śląski, en 116 km ten westen van de provinciehoofdstad (woiwodschap) Wrocław.

## Bezienswaardigheden
- De voormalige pastorie uit 1780, herbouwd in het begin van de 20e eeuw.
- In de buurt van de pastorie, ongeveer tegenover de plaats van de oude kerk is een lapidarium met fragmenten van grafstenen en grafschriften van de oude begraafplaats.

## Foto's

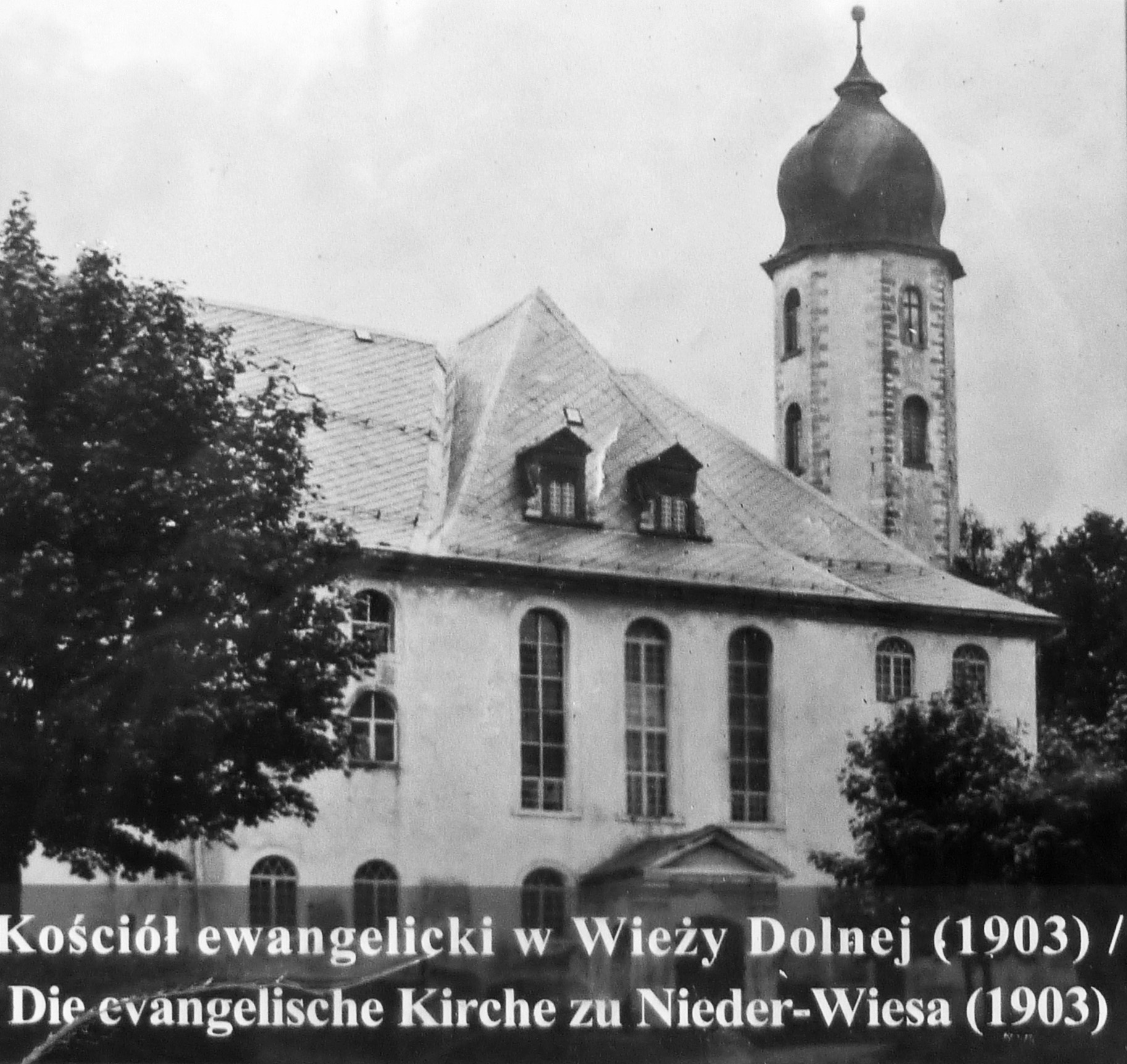
Voormalige kerk in "Neder-Wiesa" anno 1903.
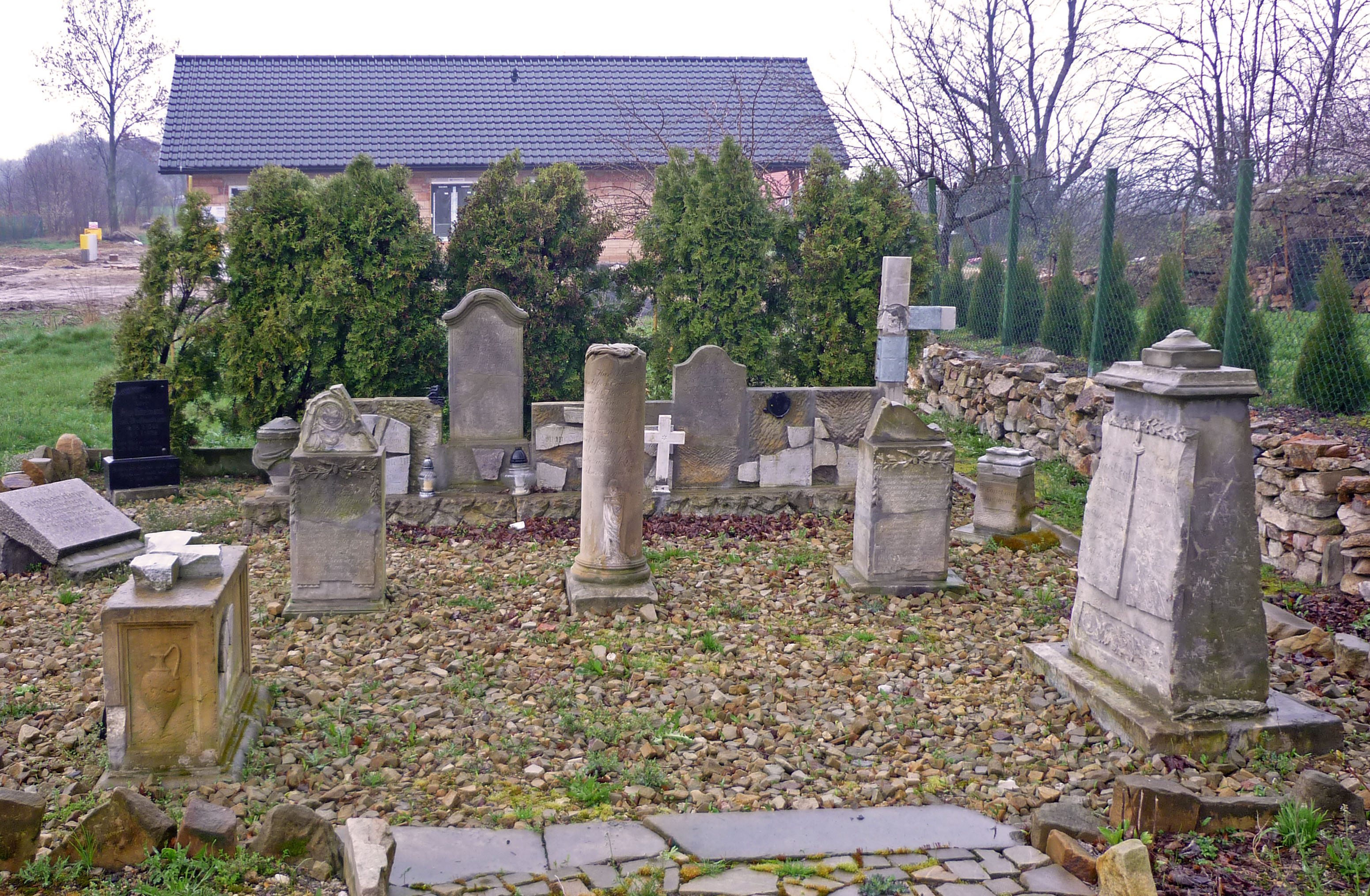
Lapidarium met fragmenten van oude grafstenen.